# Seznam nositelů medaile Za zásluhy
Níže jsou uvedeni nositelé české medaile Za zásluhy ve všech třídách, chronologicky podle udělení.

## Nositelé

### 1995

#### I. stupeň
- Miloš Forman
- PhDr. Jan Grossman
- P. František Hála
- Antonín Hampl, in memoriam
- Hermann Huber
- prof. Karel Husa
- prof. Volfgang Jankovec, in memoriam
- P. Josef Jílek, in memoriam
- Josef Josten, in memoriam
- Milan Kundera
- JUDr. Jan Viktor Mládek, in memoriam
- Dr. Josef Pejskar
- prof. Dr. Ferdinand Seibt
- Ing. Lubor J. Zink

#### II. stupeň
- Věra Čáslavská
- Bettina Fehrová
- Jaroslav Ježek, in memoriam
- Klaus Juncker
- Karel Kryl, in memoriam
- Marta Kubišová
- Marie Ch. Metternichová
- Jiří Suchý
- Jiří Voskovec, in memoriam
- Karel A. Waldstein
- Jan Werich, in memoriam

### 1996

#### I. stupeň
- Francis J. Auton
- Bohumil Hrabal
- Sir Charles Mackerras
- Mikuláš Medek
- Jiří Menzel
- Jan Novák, in memoriam
- Hana Ponická
- generálmajor v.v. Vladimír Soukup
- František Tichý, in memoriam
- Olbram Zoubek

#### II. stupeň
- Běla Gran Jensenová von Styber
- prof. MUDr. Josef Koutecký, DrSc.
- prof. PhDr. Zdeněk Matějček, CSc.

#### III. stupeň
- desátník v dal. sl. Milan Mučka
- poručík Milan Nechvátal
- podplukovník Ing. Josef Sedláček[nepřesný odkaz]

### 1997

#### I. stupeň
- prof. Dr. hab. Jacek Baluch
- prof. ThDr. Miloš Bič
- Ivan Blatný, in memoriam
- Dr. philos. Milada Blekastadová
- Ivan Diviš
- Jiřina Hauková
- plukovník v.v. Antonín Husník
- Ing. Mgr. Alfréd Kocáb
- prof. RNDr. Jaroslav Kurzweil, DrSc.
- Jiří Kylián
- Josef Lukeš, in memoriam
- plukovník v.v. Rudolf Macek
- Libor Pešek
- prof. Dr. Klaus Schaller
- Adriena Šimotová
- prof. MUDr. Josef Švejcar, in memoriam
- György Varga
- František A. Váňa, in memoriam
- generálmajor Ing. Petr Voznica, CSc.

#### II. stupeň
- JUDr. PhDr. Dobroslav Líbal
- František Meloun, in memoriam
- Dr. Libuše Moníková
- Ing. Milena Novotná
- Dr. h.c. Ewald Osers
- plukovník Ing. Miroslav Štěpán
- plukovník Mgr. Ladislav Varga

### 1998

#### I. stupeň
- PhDr. Václav Benda
- Petr Bísek
- MUDr. Madelaine Cuendet
- Dominik Hašek
- Václav Holub
- prof. Zdeněk Hruban
- Věra Chytilová
- JUDr. Ivan M. Jelínek
- Jan Kačer
- prof. Erazim Kohák, CSc.
- plukovník v.v. František Král
- Otomar Krejča
- Jaroslav Krejčí
- PhDr. Jiří Kuběna
- Věra Linhartová
- Jan Lopatka, in memoriam
- Martina Navrátilová
- JUDr. Jaroslav Němec, in memoriam
- Dana Němcová
- Julian M. Niemczyk
- Jana Novotná
- Jiří Pelikán
- prof. Angelo Maria Ripellino, in memoriam
- Peter W. Rodman
- Jeremy D. Rosner
- Roger Scruton, Ph.D.
- JUDr. Jaroslav Strnad
- Josef Topol
- plukovník v.v. Viktor Trnavský
- Ing. Petr Uhl
- Václav Vašek
- prof. Rudolf Vierhaus
- prof. Ing. Rudolf Zahradník, DrSc.
- Emil Zátopek

#### II. stupeň
- Zora Frkáňová
- MUDr. Branislav Geryk
- Josef Jelínek[nepřesný odkaz]
- PhDr. Vlastimila Kladivová, CSc.
- Zdeněk Mastník
- prof. RNDr. Jindřich Nečas, DrSc.
- doc. PhDr. Karel Pichlík
- prof. MUDr. Jiří Syllaba
- prof. PhDr. Miroslav Verner, DrSc.
- prof. RNDr. Petr Vopěnka, DrSc.

#### III. stupeň
- podpraporčík Alexander Hurný
- Akad. arch. Vlastimil Koutecký
- major Ing. Ondrej Páleník
- major Ing. Jaroslav Procházka

### 1999

#### I. stupeň
- Josef Adámek
- Jürgen Braunschweiger
- P. Josef Cukr
- Jan Hanuš
- JUDr. Vladimír Kabeš
- Adolf Müller
- Jan Procházka, in memoriam
- Ota Rambousek
- Josef Suk
- prof. Antonín Svoboda, in memoriam
- PhDr. Jiřina Šiklová, CSc.
- P. Vojtěch Vít

#### II. stupeň
- Eva Borková
- prof. RNDr. Miroslav Brdička
- Ing. Jiří Hanzelka
- Jaroslava Havlová-Boni
- Meda Mládková
- Ing. Miroslav Zikmund

#### III. stupeň
- Ivan Hlinka
- Ladislav Smoljak
- Zdeněk Svěrák

### 2000

#### I. stupeň
- Olga Fierzová, in memoriam
- prof. Eiichi Chino
- Dr. Clara Janésová
- Jeri Laberová
- Bruno Leuthold
- prof. Radovan Lukavský
- Arnošt Lustig
- Ivan Moravec
- Theodor Pištěk
- prof. PhDr. Rio Preisner
- prof. ThDr. Josef B. Souček, Dr. h.c., in memoriam
- PhDr. Milan Uhde
- prof. MUDr. Václav Vojta, in memoriam
- Jindřich Waldes, in memoriam

#### II. stupeň
- prof.Dr. Peter Demetz
- Markéta Goetz-Stankiewiczová
- Miroslav Horníček
- Mons. Pavel Kučera
- Marie Akvinela Loskotová de Notre Dame
- plukovník v.v. Jiří Louda
- Klement Lukeš
- Stanislav Stránský

#### III. stupeň
- PhDr. Petra Procházková
- Ing. Jaromír Štětina

### 2001

#### I. stupeň
- Jarmila Bělíková
- prof. Jiří Bělohlávek
- prof. MUDr. Jaroslav Blahoš, DrSc.
- ThLic. Dominik Jaroslav Duka
- Doc. Miloš Hájek, DrSc.
- Josef Hiršal
- Dagmar Hochová-Reinhardtová
- Oldřich Holubář
- Josef Istler, in memoriam
- RNDr. František Janouch, CSc. – Kancelář prezidenta republiky chybně uvádí vyznamenaného jako prof. Dr. Františka Janoucha.
- prof. PhDr. Josef Kratochvil, in memoriam
- Dr h.c. Rainer Kreissl
- František Listopad
- Lenka Reinerová
- Miloš Rejchrt
- Jiří Ruml
- prof. JUDr. Eric Stein, Ph.D.
- Jiří Stránský
- Ladislav Sutnar, in memoriam
- PhDr. Libuše Šilhánová, CSc.
- Jan Waldauf
- plk. v.v. Jan Wiener

#### II. stupeň
- Jaroslava Adamová
- Ambér Bousoglou
- Vlastimil Brodský
- RNDr. Marie Brůčková, CSc.
- doc. Ing. arch. Karel Hubáček, Dr. h. c.
- Jiří Krejčík
- Erik Spiess

#### III. stupeň
- Jan Železný

### 2002

#### I. stupeň
- prof. ThDr. Milan Balabán
- Milton Cerny
- Albert Černý
- Jiří Dienstbier
- Mons. Václav Dvořák
- prof. Petr Eben
- Jiří Gruntorád
- RNDr. Antonín Holý, DrSc., Dr. h. c.
- Pavel Juráček, in memoriam
- Joseph Lane Kirkland, in memoriam
- Ivan Klíma
- Jan Koblasa
- Jan Litomiský
- Jiří Loewy
- prof. MUDr. Jiří Malý, in memoriam
- podplukovník Frank Marlow, in memoriam
- prof. Karel Nepraš, in memoriam
- Jiří Němec, in memoriam
- prof. RNDr. Jan Peřina, DrSc.
- Mons. ThLic. Karel Pilík
- Peter Charles Schultz
- Mgr. Anna Šabatová
- prof. PhDr. František Šmahel, DrSc.
- Jan Francis Tříska
- Doc. Ing. Josef Vavroušek, CSc., in memoriam
- Ivan Wernisch

#### II. stupeň
- Augustin Bubník
- Soňa Čechová
- Anna Fárová, promovaný historik
- generálporučík JUDr. Jiří Kolář
- Tomáš Kosta
- Josef Koudelka
- Prof. Dr. Jan Křen
- Hans Lemberg
- prof. PhDr. Antonín Měšťan, DrSc.
- Jan Němec
- Eduarda Ottová
- PhDr. František Pavlíček
- plukovník v.v. Dr. Ing. Milan Píka
- Josef Schwarz Červinka
- doc. MUDr. Jaroslav Skála, CSc.
- generálmajor Ing. Vladimír Sova
- prof. Mgr. Jan Špáta
- Stella Zázvorková

#### III. stupeň
- Hana Hegerová
- Ing. Karel Holomek
- prof. PhDr. Dušan Holý, DrSc.
- Bohuslav Horáček, in memoriam
- PhDr. Milena Hübschmannová, CSc.
- Pavel Landovský
- Luboš Ogoun
- Šimon Pánek
- MUDr. Marie Svatošová
- prof. Pavel Šmok
- Jan Tříska

### 2003

#### I. stupeň
- Timothy Garton Ash
- Wolfgang Bandion
- Adolf Born
- Peter Dvorský
- Martin Huba
- Ladislav Chudík
- baronka Lena May Jegerová
- Jiří Kodet
- Milan Lasica
- PhDr. Ľubomír Lipták, CSc.
- Július Satinský, in memoriam
- László Szigeti
- Zdena Tominová
- Emília Vášáryová

#### II. stupeň
- Karel Brožík
- Erhard Busek
- Vlasta Hammerová, roz. Průchová
- Anna von Herzogenberg
- Lenka Janotová
- prof. Zuzana Kalabisová-Růžičková
- prof. MUDr. Pavel Klener, DrSc.
- Jacek Kuroń
- prof. Josef Liesler
- prof. Ing. arch. Ivan Ruller
- prof. MUDr. Vratislav Schreiber
- prof. Václav Snítil
- RNDr. Ivan Šetlík, CSc.
- prof. JUDr. František Vencovský
- Herbert Werner
- Dana Zátopková

#### III. stupeň
- Ramiro Cibrian Uzal

### 2004

#### I. stupeň
- Václav Boštík
- prof. Karel Kachyňa, in memoriam
- Ing. Josef Kocourek, in memoriam
- prof. Otakar Vávra

#### II. stupeň
- Jana Brejchová
- doc. Mgr. Josef Henke
- prof. RNDr. Václav Hořejší, CSc.
- Josef Jíra
- prof. Ing. Vilém Kraus, CSc.
- prof. MUDr. Radana Königová, CSc.
- Zdeněk Mácal
- prof. PhDr. Milan Sobotka, DrSc.
- mjr. Roman Šebrle
- prof. PhDr. Ing. Ladislav Tondl, DrSc.
- Alena Steindlerová-Vrzáňová

### 2005

#### I. stupeň
- Jiří Šlitr, in memoriam

#### II. stupeň
- Jaroslava Brychtová
- prof. RNDr. Helena Illnerová, DrSc.
- Vladimír Jiránek
- Stanislav Kolíbal
- prof. RNDr. Jaroslav Koutecký, DrSc., in memoriam
- Ing. Agr. Paul Millar, PhD.
- Franz Olbert
- prof. MUDr. Mojmír Petráň
- prof. ThDr. Petr Pokorný, DrSc. Dr.h.c.
- Blažena a Lubomír Rosnerovi
- Ing. Miroslav Smotlacha
- Josef Somr
- Zdeněk Sternberg
- PhDr. Jaroslav Šedivý, CSc.
- prof. MUDr. Vladimír Vonka, DrSc.
- prof. MUDr. Petr Zvolský, DrSc.

### 2006

#### I. stupeň
- sportovec Josef Masopust
- výtvarník Zdeněk Miler
- sportovkyně Kateřina Neumannová
- kameraman Miroslav Ondříček
- herec Boris Rösner, in memoriam
- fotograf doc. Mgr. Jindřich Štreit

#### II.stupeň
- herečka Iva Janžurová
- herečka Jiřina Jirásková

#### III.stupeň
- akademický malíř Jiří Anderle
- matematik Prof. RNDr. Petr Hájek, DrSc.
- občanský aktivista Milan Horvát
- hudební skladatel Jan Klusák
- akademický malíř Vladimír Suchánek
- odborník v oblasti včelařství Ing. Vladimír Veselý

### 2007

#### I. stupeň
- Sestra Marie Goretti Boltnarová
- Prof. RNDr. Miroslav Fiedler, DrSc.
- Jiří Horčička, in memoriam
- Ilja Hurník, DrSc.h.c.
- JUDr. Milan Kantor
- MUDr. Tomáš Klíma
- Prof. Ludvík Kundera
- Jan Šrámek

#### II. stupeň
- Anna Honová
- Václav Hudeček
- plk. v.v. Ladislav Sitenský
- Prof. MUDr. Jiří Vorlíček, CSc.
- P. Jan Zemánek, CSsR

#### III. stupeň
- Prof. PhDr. Dagmar Čapková, DrSc.
- Doc. PaedDr. Pavel Kolář
- Jiří Kout
- Jiří Stivín

### 2008

#### I. stupeň
- Prof. PhDr. Ludvík Armbruster
- Adolf Branald, in memoriam
- Karel Havelka
- Antonín Panenka

#### II. stupeň
- Gabriela Beňačková
- Pavel Brázda – medaile vrácena[1]
- Prof. MUDr. Ivo Hána, CSc.
- Prof. RNDr. Oldřich Jirsák, CSc.
- Doc. Karel Kaplan, CSc.
- Marta Kottová
- Prof. RNDr. Václav Pačes, DrSc.
- Prof. PhDr. Josef Petráň, CSc.
- Prof. Břetislav Pojar
- akademický malíř Jaroslav Šerých

#### III. stupeň
- Jindřiška Pavlicová
- Ing. Jan Petrof
- Ing. Josef Podzimek
- Prof. Ing. akademická architektka Alena Šrámková

### 2009

#### I. stupeň
- Karel Gott
- akademická malířka Helga Hošková-Weissová, Dr.h.c.
- Eva Pilarová

#### II. stupeň
- Prof. MUDr. Michael Aschermann, DrSc.
- Prof. MUDr. Vladimír Bartoš, DrSc.
- RNDr. Zdeněk Ceplecha, DrSc.
- PhDr. Květuše Hyršlová, DrSc.
- Zdeněk Kovařík
- Prof. RNDr. Jiří Krupička
- Prof. Dr. Petr Mandl, DrSc.
- Josef Musil
- Miloslav Nerad
- Doc. MUDr. Václav Smetana
- MgA. Ivan Steiger
- Josef Váňa

### 2010

#### I. stupeň
- prof. Milan Knížák
- prof. Karel Raška, PhD.
- prof. MUDr. Milan Šamánek, DrSc.

#### II. stupeň
- prof. PhDr. František Daneš, DrSc.
- Jaromír Jágr
- Ing. Jiří Michal
- Karel Šiktanc
- Ing. Blanka Wichterlová, DrSc.
- PhDr. Eva Zaoralová

#### III. stupeň
- páter František Fráňa
- plukovník Ing. Roman Hlinovský
- prof. Ing. Miroslav Kutílek DrSc.
- Hana Maciuchová
- prof. RNDr. Jaroslav Nešetřil, DrSc.
- Vladimír Válek

### 2011

#### I. stupeň
- prof. PhDr. Petr Piťha, CSc., katolický kněz, matematický lingvistik, bohemista, pedagog a politik, za zásluhy o stát v oblasti vědy, výchovy a školství
- Jiří Raška, skokan na lyžích, za zásluhy o stát v oblasti sportu

#### II. stupeň
- prof. MUDr. Jan Černý, CSc., kardiovaskulární a transplantační chirurg, za zásluhy o stát v oblasti vědy
- Ing. Zbyněk Frolík, zakladatel firmy LINET, za zásluhy o stát v oblasti hospodářské
- prof. PhDr. Martin Hilský, CSc., anglista a shakespearolog, za zásluhy o stát v oblasti kultury a školství
- prof. Dr. Jan Kruliš-Randa, studentský a exilový aktivista, vlastenec, manažer, vysokoškolský učitel, za zásluhy o stát v oblasti vědy, výchovy a školství
- Dr. Jiří Kukla, americký geolog a klimatolog českého původu, za zásluhy o stát v oblasti vědy
- Vladimír Renčín, humoristický kreslíř, karikaturista a ilustrátor, za zásluhy o stát v oblasti kultury a umění
- Jiří Srnec, zakladatel a dlouholetý ředitel Černého divadla, hudební skladatel, scénograf, režisér, herec a dramatik, za zásluhy o stát v oblasti kultury a umění
- Emil Viklický, jazzový klavírista a hudební skladatel, za zásluhy o stát v oblasti kultury a umění

### 2012

#### I. stupeň
- prof. Ing. Jiří Drahoš, DrSc. dr.h.c., za zásluhy o stát v oblasti vědy[3][4]
- prof. Ing. Václav Havlíček, CSc., za zásluhy o stát v oblasti vědy, výchovy a školství[3][4]
- prof. Marek Kopelent, za zásluhy o stát v oblasti umění[3][4]
- MUDr. Vladimír Koza (in memoriam), za zásluhy o stát v oblasti vědy, výchovy a školství[3][4]

#### II. stupeň
- prof. MUDr. Ladislav Bařinka, DrSc., za zásluhy o stát v oblasti vědy, výchovy a školství[3][4]
- Ota Filip, za zásluhy o stát v oblasti umění[3][4]
- prof. MUDr. Jiří Raboch, DrSc., za zásluhy o stát v oblasti vědy, výchovy a školství[3][4]
- kpt. Ing. Barbora Špotáková, za zásluhy o stát v oblasti sportu[3][4]
- prof. Ing. Miroslav Šťastný, DrSc., za zásluhy o stát v oblasti vědy[3][4]
- PaedDr. Ivo Viktor, za zásluhy o stát v oblasti sportu[3][4]

#### III. stupeň
- prof. Ing. Gabriela Basařová, DrSc., za zásluhy o stát v oblasti vědy, výchovy a školství[3][4]
- prof. RNDr. Lumír Sommer, DrSc., za zásluhy o stát v oblasti vědy, výchovy a školství[3][4]
- prof. PhDr. Petr Wittlich, CSc., za zásluhy o stát v oblasti umění a kultury[3][4]

### 2013

#### I. stupeň
- Václav Bělohradský, za zásluhy o stát v oblasti vědy[5]
- Jiřina Bohdalová, za zásluhy o stát v oblasti umění[5]
- Lubomír Brabec, za zásluhy o stát v oblasti umění[5]
- Soňa Červená, za zásluhy o stát v oblasti umění[5]
- František Čuba, za zásluhy o stát v oblasti hospodářské[5]
- Jan Dvořáček, za zásluhy o stát v oblasti vědy[5]
- Miroslav Grégr, za zásluhy o stát v oblasti hospodářské[5]
- Jan Keller, za zásluhy o stát v oblasti vědy[5]
- Richard Konkolski, za zásluhy o stát v oblasti sportu[5]
- Jarmila Kratochvílová, za zásluhy o stát v oblasti sportu[5]
- Jan Kříž, za zásluhy o stát v oblasti vědy[5]
- Jan Kůrka, za zásluhy o stát v oblasti sportu[5]
- Lubomír Lipský, za zásluhy o stát v oblasti umění[5]
- Zdeněk Mahler, za zásluhy o stát v oblasti kultury, výchovy a školství[5]
- Kamila Moučková, za zásluhy o stát v oblasti kultury[5]
- Pavel Pafko, za zásluhy o stát v oblasti vědy[5]
- Paul Rausnitz, za zásluhy o stát v oblasti hospodářské[5]
- Felix Slováček, za zásluhy o stát v oblasti umění[5]
- Karel Srp starší, za zásluhy o stát v oblasti kultury[5]
- Jan Světlík, za zásluhy o stát v oblasti hospodářské[5]
- Eva Syková, za zásluhy o stát v oblasti vědy[5]
- František Šťastný (in memoriam), za zásluhy o stát v oblasti sportu[5]
- Marie Uchytilová-Kučová (in memoriam), za zásluhy o stát v oblasti umění[5]
- Jiří Vícha (in memoriam), za zásluhy o stát v oblasti sportu[5]
- Jaroslav Vodička, za zásluhy o stát v oblasti bezpečnosti státu a občanů[5]
- Pavel Vranský, za zásluhy o stát v oblasti bezpečnosti státu a občanů[5]
- Pavel Wonka (in memoriam), za zásluhy o stát v oblasti bezpečnosti státu a občanů[5]

### 2014

#### I. stupeň
- Lucie Bílá – za zásluhy o stát v oblasti umění
- Dana Drábová – za zásluhy o stát v oblasti vědy
- Zdeněk Duběnka – za zásluhy o stát
- Pavel Dungl – za zásluhy o stát v oblasti vědy
- Božena Fuková – za zásluhy o stát
- Natalja Jevgenjevna Gorbaněvská (in memoriam) – za zásluhy o stát
- Carl Horst Hahn – za zásluhy o stát v oblasti hospodářské
- Zdeněk Jičínský – za zásluhy o stát
- Antonín Kalina (in memoriam) – za zásluhy o stát
- Ludvík Kalma (in memoriam) – za zásluhy o stát v oblasti hospodářské
- Zdeněk Klanica (in memoriam) – za zásluhy o stát v oblasti vědy
- George Alois Novak – za zásluhy o stát
- Věra Olivová – za zásluhy o stát
- Filip Renč – za zásluhy o stát v oblasti umění
- Robert Sedláček – za zásluhy o stát v oblasti umění
- Josef Štemberka (in memoriam) – za zásluhy o stát
- Josef Toufar (in memoriam) – za zásluhy o stát
- Marie Vodičková – za zásluhy o stát
- Leticie Vránová-Dytrychová – za zásluhy o stát v oblasti hospodářské

### 2015

#### I. stupeň
- Július Binder – za zásluhy o stát v oblasti vědy
- František Ringo Čech – za zásluhy o stát v oblasti umění
- Armin Delong – za zásluhy o stát v oblasti vědy
- Dalibor Dědek – za zásluhy o stát v oblasti hospodářské
- Pavel Dostál (in memoriam) – za zásluhy o stát
- Helena Fibingerová – za zásluhy o stát v oblasti sportu
- Jitka Frantová Pelikánová – za zásluhy o stát v oblasti umění
- Ludvík Hess – za zásluhy o stát
- Jiří Hlavatý – za zásluhy o stát v oblasti hospodářské
- Eduard Janota (in memoriam) – za zásluhy o stát
- Ludvík Karl – za zásluhy o stát v oblasti hospodářské
- Aleš Knížek – za zásluhy o stát v oblasti vědy
- Antonín Jaroslav Liehm – za zásluhy o stát v oblasti kultury
- Jiří Mánek – za zásluhy o stát
- Petr Moos – za zásluhy o stát v oblasti vědy
- Václav Neckář – za zásluhy o stát v oblasti umění
- Pavel Nedvěd – za zásluhy o stát v oblasti sportu
- Václav Pavlíček – za zásluhy o stát v oblasti vědy
- Jan Petránek – za zásluhy o stát
- Václav Petříček – za zásluhy o stát v oblasti vědy
- Bohdan Pomahač – za zásluhy o stát v oblasti vědy
- František Radkovský – za zásluhy o stát
- Jaroslav Rybka – za zásluhy o stát v oblasti vědy
- Marie Svatošová – za zásluhy o stát
- Libuše Šafránková – za zásluhy o stát v oblasti umění
- Pavel Šporcl – za zásluhy o stát v oblasti umění
- Ladislav Štaidl – za zásluhy o stát v oblasti umění
- Danuše Táborská – za zásluhy o stát v oblasti vědy
- Milan Teplý – za zásluhy o stát v oblasti hospodářské
- Miroslav Toman – za zásluhy o stát v oblasti hospodářské
- Karel Weirich (in memoriam) – za zásluhy o stát
- Jiří Žáček – za zásluhy o stát v oblasti umění

### 2016

#### I. stupeň
- Jiří Boček, dlouholetý ředitel pivovaru Budějovický Budvar
- Pavel Budinský, dlouholetý předseda Československé obce legionářské
- Jaroslav Feyereisl, ředitel Ústavu pro péči o matku a dítě v Praze-Podolí
- Eva Filipi, diplomatka
- Jindřich Goetz in memoriam, filmový architekt
- Daniel Hůlka, zpěvák a herec (vyznamenání vrátil v roce 2020)
- Petr Chmela, zakladatel firmy Tescoma
- Juraj Jakubisko, režisér
- Karel Kosík in memoriam, filozof a historik
- Josef Mandík in memoriam, dlouholetý předseda Českého svazu včelařů a poslanec KSČM
- Luděk Pik in memoriam, bývalý starosta Plzně
- František Piškanin, majitel holdingu HOPI
- Štěpán Popovič, podnikatel, dlouholetý prezident Svazu průmyslu a dopravy ČR
- Jaroslav Povšík, předseda odborů ve Škoda Auto Mladá Boleslav
- Petr Robejšek, politolog a ekonom
- Věra Růžičková, gymnastka
- Viliam Sivek, předseda Fóra cestovního ruchu
- Jaromír Šlápota, dlouholetý předseda Československého ústavu zahraničního
- Judita Štouračová, diplomatka a pedagožka

### 2017

#### I. stupeň
- Jaroslav Foglar, in memoriam, spisovatel, významná osobnost českého skautingu
- Eliška Hašková-Coolidge, bývalá ředitelka Kanceláře prezidentských zpráv a asistentka pěti amerických prezidentů
- Juraj Kukura, herec
- Karel Loprais, automobilový závodník, šestinásobný vítěz Rallye Dakar
- Štefan Margita, operní pěvec
- Vladimír Mařík, vědec
- Soňa Nevšímalová, lékařka
- Jaromír Nohavica, písničkář
- Jaroslav Pollert, vědec
- Jan Procházka, vědec a vynálezce
- Martina Sáblíková, rychlobruslařka a cyklistka
- Yvetta Simonová, zpěvačka
- Jan Skopeček, herec
- Luděk Sobota, herec
- Lubomír Stoklásek, podnikatel a průmyslník
- Jaroslav Šesták, vědec
- Boris Štastný, specialista na plicní choroby a pedagog
- Stanislav Štýs, odborník na životní prostředí a rekultivaci
- Jarmila Šuláková, in memoriam, zpěvačka a herečka
- Zdeněk Troška, režisér
- Eva Urbanová, operní pěvkyně
- Helena Vondráčková, zpěvačka
- Vlastimil Vondruška, historik, publicista, spisovatel
- Miroslav Wajsar, zřizovatel hospicové péče
- Milan Zelený, ekonom a pedagog
- Petr Žantovský, publicista, pedagog

### 2018

#### I. stupeň
- Erik Best, novinář a spisovatel
- Petr Čech, fotbalista
- Michal David, zpěvák
- Jan Fencl, bývalý ministr zemědělství
- Milan Fiľo, podnikatel
- Ondřej Hejma, zpěvák
- Ivanka Kohoutová, ředitelka střední školy
- Karel Kolomazník, vědec a pedagog
- Jiří Krampol, herec a bavič
- Pavol Krúpa, finančník a podnikatel
- Petra Kvitová, tenistka
- Ester Ledecká, sportovkyně
- Jana Lorencová, politička a novinářka
- Michal Macháček, spisovatel
- Michal Majtán, prognostik
- Miloš Pešek, lékař
- Vadim Petrov, hudebník a skladatel
- Lenka Procházková, spisovatelka
- Zdeněk Souček, spisovatel
- Jaroslav Strnad, podnikatel
- Helena Suková, tenistka
- Milan Syruček, spisovatel
- Karel Sýs, básník a spisovatel
- Radek Štěpánek, tenista
- Miloš Velemínský, lékař
- Václav Větvička, botanik
- Alena Vitásková, bývalá předsedkyně Energetického regulačního úřadu
- Ivan Vyskočil, herec
- Zdeněk Zbořil, politolog

### 2019

#### I. stupeň
- Antonín Doležal, lékař
- Helena Haškovcová, bioložka a filozofka
- Petr Hrdlička, automobilový konstruktér
- Jaromír Jágr, hokejista
- Eliška Junková-Khásová, in memoriam, automobilová závodnice
- Miloslav Kala, prezident Nejvyššího kontrolního úřadu
- Josef Kalbáč, politik
- Emir Kusturica, režisér
- Kamil Lhoták, in memoriam, grafik a malíř
- Michal Lukeš, historik a ředitel Národního muzea
- Jaroslav Madunický, lékař
- Petr Martan, publicista a spisovatel
- Jan Mašát, vědec
- Hana Moučková, starostka České obce sokolské
- Rudolf Ofčaří, podnikatel
- Milan Pernica, značkař turistických tras
- Luboš Petruželka, lékař
- Vladimír Plašil, podnikatel
- Libor Podmol, motokrosař
- Josef Podstata, lékař
- Jiří Rajlich, vojenský historik
- Jan Saudek, fotograf
- Jan Schneider, publicista
- Pavel Smutný, advokát, podnikatel a mecenáš umění
- Jan Struž, ekonom
- Xu Weizhu, bohemistka a překladatelka
- Josef Zíma, zpěvák

### 2020

#### I. stupeň
- Jiří Běhounek, lékař, hejtman, předseda Asociace krajů ČR
- Karel Brückner, fotbalový trenér a fotbalista
- Tomáš Cihlář, biochemik a virolog
- Josef Černý, zpěvák
- Petr Čornej, historik a pedagog
- Vladimír Dohnal, podnikatel, zakladatel společnosti Top Hotels Group
- Josef Dvořák, herec
- Eva Erbenová, izraelská spisovatelka
- Jaroslav Falta, motokrosový závodník
- Václav Fanta, nevidomý umělecký fotograf
- Karel Fiala, in memoriam, filmový herec a muzikálový pěvec
- František Hezoučký, inženýr staveb českých jaderných elektráren a bývalý ředitel jaderné elektrárny Temelín
- Jiří Jelínek, právník a pedagog
- Jaroslav Matýs, psychiatr, soudní znalec a lektor v psychoterapii
- Daniel Miklós, hasič a náměstek generálního ředitele Hasičského záchranného sboru ČR
- Václav Nedomanský, hokejista
- Petr Nováček, historik, novinář a politický komentátor
- Jiří Ošecký, in memoriam, starosta Vintířova
- Jan Rýdl, podnikatel
- plukovník generálního štábu Eduard Stehlík, vojenský historik, spisovatel a ředitel Památníku Lidice
- Josef Šmukař, zpěvák lidových písní
- plukovník Petr Šnajdárek, armádní specialista a odborník na elektronický boj, systémový architektem tzv. chytré karantény
- Pavel Trávníček, herec
- Tan Trinh, předseda Vietnamského spolku Moravskoslezského kraje a Ostravy
- Radim Uzel, sexuolog
- Alena Štěpánková Veselá, varhanice a pedagožka
- brigádní generál Martin Vondrášek, policista a první náměstek policejního prezidenta
- Peter Weiss, politik a diplomat

### 2021

#### I. stupeň
- Gevorg Avetisjan, majitel společnosti Marlenka international, s.r.o.
- brig. gen. v.v. Ing. Karel Blahna, bývalý velitel praporu rychlého nasazení mírových sil OSN
- MUDr. Jan Cimický, CSc., psychiatr, prozaik, básník, překladatel, dramaturg a scenárista
- doc. PhDr. Miroslav Černošek, Ph.D., sportovní podnikatel, manažer a funkcionář
- František Filip, in memoriam, filmový a televizní režisér
- JUDr. Pavel Foltán, právník, spisovatel a novinář
- Ing. Karel Hanzl, starosta Školského spolku Komenský
- plk. Ing. Jan Horal, MBE, in memoriam, válečný veterán, podnikatel, hoteliér, iniciátor kulturního života a filantrop
- Robert Klein, in memoriam, československý odborář a politik
- Vladimír Komárek, in memoriam, malíř, grafik a ilustrátor
- Mgr. Václav Krása, politik
- Lukáš Krpálek, sportovec
- prof. PhDr. Robert Kvaček, CSc., Ph.D., historik období 19. a 20. století
- gen. Ing. Milan Maxim, bývalý náčelník Generálního štábu Ozbrojených sil SR
- prof. Ing. Michal Mejstřík, CSc., in memoriam, ekonom, profesor Univerzity Karlovy
- doc. Ing. Miloš Michlovský, DrSc., odborník v oboru vinařství, vinohradnictví a šlechtění révy vinné
- plk. v.v. Emil Šneberg, přímý účastník bojů Pražského povstání na konci II. sv. války, čsl. stíhací letec
- Mgr. Vojtěch Šustek, Ph.D., archivář a historik
- Karel Vágner, hudební producent a skladatel
- Pavel Žák, textař a hudebník

### 2022

#### I. stupeň
- Jehuda Bacon, izraelský malíř a přeživší vyhlazovacího tábora Auschwitz-Birkenau
- R.P. Justin Jan Berka O.Cist, převor vyšebrodského kláštera
- prof. MUDr. Jan Betka, DrSc., předseda Akademického senátu 1. LF UK, emeritní přednosta Kliniky otorinolaryngologie a chirurgie hlavy a krku 1. LF UK a FN v Motole
- Vladimír Bílek, předseda meziparlamentní skupiny spolupráce Chorvatského parlamentu a Parlamentu České republiky
- plk. Mgr. Michal Burian, Ph.D., ředitel Odboru muzeí VHÚ, autor/spoluautor výstav, expozic a mnoha odborných a populárně naučných publikací
- Karel Čáslavský, in memoriam, filmový archivář, historik, publicista a moderátor
- Jaroslav Čvančara, spisovatel, publicista, autor literatury faktu, pedagog a hudebník
- Ing. Emil Dračka, MBA, starosta obce Kralice nad Oslavou
- R.P. Ing. Miloslav Fiala, římskokatolický kněz a premonstrát, tiskový mluvčí Československé a České biskupské konference a redaktor náboženských pořadů
- Jiří Holík, hokejista a trenér
- Ing. Martin Hrbáč, horňácký houslista, zpěvák a primáš Horňácké cimbálové muziky
- JUDr. Miroslav Jansta, právník a sportovní funkcionář
- František Janula, in memoriam, malíř
- Ing. Tomáš Jirsa, senátor Parlamentu ČR a starosta města Hluboká nad Vltavou
- MUDr. Miroslav Kalaš, lékař a odborník na interní lékařství, sociální lékařství a organizaci zdravotnictví
- genpor. Ing. Jan Kaše, MSc., náčelník Vojenské kanceláře prezidenta republiky
- brig. gen. Ing. Václav Klemák, ředitel Hasičského záchranného sboru Karlovarského kraje
- PhDr. Jiří Kotyk, Ph.D., bývalý vysokoškolský pedagog, historik se zaměřením na regionalistiku Pardubicka
- prof. MUDr. Eva Kubala Havrdová, CSc, neuroložka, vedoucí Centra pro demyelinizační onemocnění Neurologické kliniky 1. LF UK a VFN v Praze
- Ivan Lendl, tenista a trenér
- JUDr. Oldřich Lichtenberg, právník, manažer a podnikatel
- Frank Malina, in memoriam, americký vědec, raketový inženýr a vynálezce s českými předky
- prof. MUDr. Jaroslav Malý, CSc., lékař IV. interní hematologické kliniky FN HK a lékařský náměstek ředitele Fakultní nemocnice Hradec Králové
- prof. Ing. Jiří Mareček, CSc., profesor v oboru zahradní a krajinná architektura
- Ing. Petr Marek, zakladatel a předseda spolku Bezkomunistu.cz
- doc. JUDr. PhDr. Petr Mlsna, Ph.D., právník, politik, vysokoškolský pedagog a předseda Úřadu pro ochranu hospodářské soutěže
- Gustav Oplustil, in memoriam, televizní a rozhlasový scenárista, dramaturg, režisér a herec
- S.M. Angelika Ivana Pintířová, řádová sestra kongregace Milosrdných sester sv. Karla Boromejského, zdravotnice, ošetřovatelka a pedagožka
- František Pošta, in memoriam, lánský kronikář, patriot a velitel sboru dobrovolných hasičů
- Mgr. Ivan Sedláček, sbormistr
- Mgr. Jan Slabák, trumpetista, pedagog a kapelník, zakladatel dechové kapely Moravanka
- MUDr. Pavel Stodůlka, Ph. D., FEBOS-CR, lékař specializující se na oftalmologii
- Prof. MUDr. Pavel Šlampa, CSc., specialista v oboru radioterapie a přednosta Kliniky radiační onkologie Masarykova onkologického ústavu v Brně
- MUDr. Boris Šťastný, lékař, manažer a podnikatel v oblasti zdravotnictví a sociálních služeb
- prof. PhDr. MgA. Miloš Štědroň, CSc., dr. h. c., muzikolog, pedagog, hudební skladatel a profesor
- Ivana Trumpová, in memoriam, podnikatelka, lyžařka a modelka
- prof. MUDr. Vladislav Třeška, DrSc., přednosta chirurgické kliniky FN Plzeň a Transplantačního centra v Plzni, proděkan LF UK v Plzni
- Jaroslav Třešňák, podnikatel a mecenáš umění
- Jakub Vágner, rybář
- RNDr. Michaela Vidláková, přeživší vyhlazovacího tábora
- genpor. Ing. Vladimír Vlček, Ph.D., MBA, generální ředitel Hasičského záchranného sboru ČR
- Pavel Vršecký, cyklista a trenér
- Hana Zagorová, in memoriam, zpěvačka
- Ludmila Zatloukalová-Coufalová, in memoriam, aktivistka za ženská práva, poslankyně a první starostka na Moravě
- brig. gen. v. v. prof. MUDr. Miroslav Zavoral, Ph. D., lékař, internista – gastroenterolog, ředitel ÚVN a přednosta
- Miroslav Žbirka, in memoriam, zpěvák a skladatel

### 2023
Seznam osobností vyznamenaných 28. října 2023#Medaile Za zásluhy 1. stupně

### 2024

#### I. stupeň
Seznam osobností vyznamenaných 28. října 2024